# CAF Awards
CAF Awards – nagroda przyznawana od 1992 roku, przez afrykańską federację piłkarską CAF, za zasługi dla piłki nożnej w Afryce. Przyznawane są zarówno nagrody dla piłkarzy, ale także dla trenerów, federacji piłkarskich, sędziów i działaczy. W latach 1992–2002 nagrody przyznawano tylko dla najlepszego piłkarza roku, z biegiem lat pulę nagród poszerzono o kolejne kategorie.

## Zdobywcy nagród

### Piłkarz Roku

#### Mężczyźni
Nagroda w kategorii Piłkarza Roku jest jedyną kategorią, w której nagrody przyznawane są nieprzerwanie od 1992 roku. Zanim powstały CAF Awards, nagrody dla najlepszego piłkarza w Afryce, w latach (1970-1994) przyznawał francuski tygodnik sportowy France Football.

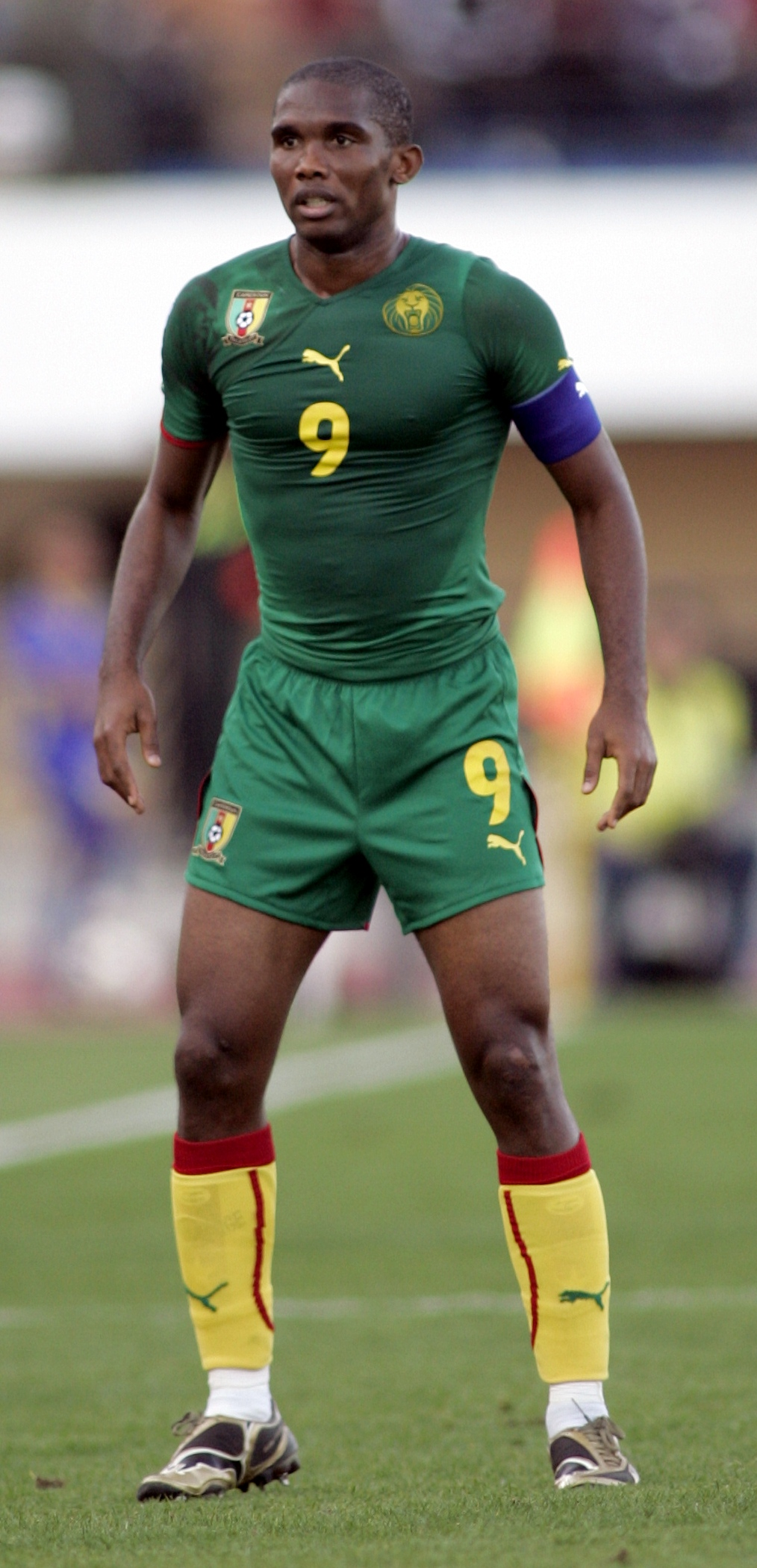
Samuel Eto'o - czterokrotny zdobywca nagrody Piłkarza Roku.

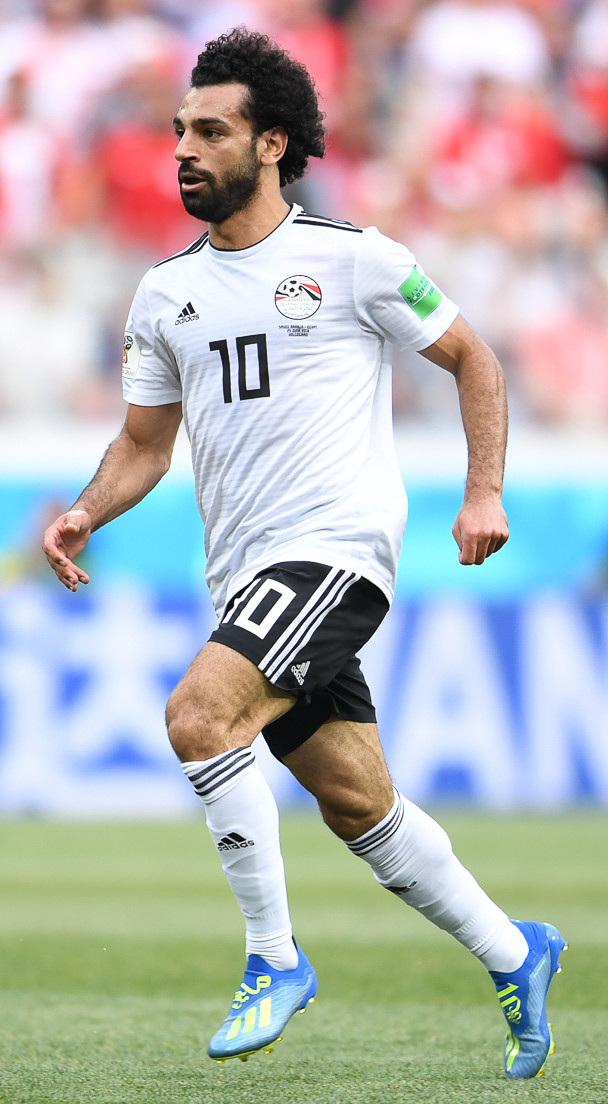
Mohamed Salah - zdobywca nagród Piłkarza Roku 2017 i 2018

Najwięcej nagród Piłkarza Roku (cztery) zdobyli Yaya Touré, z Wybrzeża Kości Słoniowej oraz Samuel Eto'o, z Kamerunu. 
| Rok  | Piłkarz                   | Narodowość               | Klub piłkarski      |
| ---- | ------------------------- | ------------------------ | ------------------- |
| 1992 | Abédi Ayew-Pélé           | Ghana                    | Olympique Marsylia  |
| 1993 | Rashidi Yekini            | Nigeria                  | Vitória Setúbal     |
| 1994 | Emmanuel Amunike          | Nigeria                  | Sporting CP         |
| 1995 | George Weah               | Liberia                  | AC Milan            |
| 1996 | Nwankwo Kanu              | Nigeria                  | Inter Mediolan      |
| 1997 | Victor Ikpeba             | Nigeria                  | AS Monaco           |
| 1998 | Mustapha Hadji            | Maroko                   | Deportivo La Coruña |
| 1999 | Nwankwo Kanu              | Nigeria                  | Arsenal FC          |
| 2000 | Patrick M'Boma            | Kamerun                  | Parma               |
| 2001 | El Hadji Diouf            | Senegal                  | RC Lens             |
| 2002 | El Hadji Diouf            | Senegal                  | Liverpool FC        |
| 2003 | Samuel Eto'o              | Kamerun                  | RCD Mallorca        |
| 2004 | Samuel Eto'o              | Kamerun                  | FC Barcelona        |
| 2005 | Samuel Eto'o              | Kamerun                  | FC Barcelona        |
| 2006 | Didier Drogba             | Wybrzeże Kości Słoniowej | Chelsea Londyn      |
| 2007 | Frédéric Kanouté          | Mali                     | Sevilla FC          |
| 2008 | Emmanuel Adebayor         | Togo                     | Arsenal FC          |
| 2009 | Didier Drogba             | Wybrzeże Kości Słoniowej | Chelsea Londyn      |
| 2010 | Samuel Eto'o              | Kamerun                  | Inter Mediolan      |
| 2011 | Yaya Touré                | Wybrzeże Kości Słoniowej | Manchester City     |
| 2012 | Yaya Touré                | Wybrzeże Kości Słoniowej | Manchester City     |
| 2013 | Yaya Touré                | Wybrzeże Kości Słoniowej | Manchester City     |
| 2014 | Yaya Touré                | Wybrzeże Kości Słoniowej | Manchester City     |
| 2015 | Pierre-Emerick Aubameyang | Gabon                    | Borussia Dortmund   |
| 2016 | Riyad Mahrez              | Algieria                 | Leicester City      |
| 2017 | Mohamed Salah             | Egipt                    | Liverpool FC        |
| 2018 | Mohamed Salah             | Egipt                    | Liverpool FC        |

##### Piłkarz Roku (grający w lidze afrykańskiej)
Nagroda przyznawana była w latach 2005-2016, dla najlepszego piłkarza grającego w afrykańskiej lidze. Najwięcej nagród w tej kategorii zdobył Mohamed Aboutreika z Egiptu, grający w klubie Al-Ahly Kair.
| Rok  | Piłkarz              | Narodowość                    | Klub piłkarski    |
| ---- | -------------------- | ----------------------------- | ----------------- |
| 2005 | Mohamed Barakat      | Egipt                         | Al-Ahly           |
| 2006 | Mohamed Aboutreika   | Egipt                         | Al-Ahly           |
| 2007 | Amine Chermiti       | Tunezja                       | Étoile du Sahel   |
| 2008 | Mohamed Aboutreika   | Egipt                         | Al-Ahly           |
| 2009 | Trésor Mputu         | Demokratyczna Republika Konga | TP Mazembe        |
| 2010 | Ahmed Hassan         | Egipt                         | Al-Ahly           |
| 2011 | Oussama Darragi      | Tunezja                       | Espérance         |
| 2012 | Mohamed Aboutreika   | Egipt                         | Al-Ahly           |
| 2013 | Mohamed Aboutreika   | Egipt                         | Al-Ahly           |
| 2014 | Firmin Ndombe Mubele | Demokratyczna Republika Konga | Vita Club         |
| 2015 | Mbwana Samatta       | Tanzania                      | TP Mazembe        |
| 2016 | Denis Onyango        | Uganda                        | Mamelodi Sundowns |

###### Piłkarz RokuAfrykańskiej Ligi Mistrzów
Nagroda przyznawana w latach 2001-2004. Została zastąpiona przez nagrodę Piłkarz Roku (grający w lidze afrykańskiej)
| Rok  | Piłkarz              | Narodowość | Klub                         |
| ---- | -------------------- | ---------- | ---------------------------- |
| 2001 | Flávio Amado         | Angola     | Atlético Petróleos de Luanda |
| 2002 | Hicham Aboucherouane | Maroko     | Raja Casablanca              |
| 2003 | Dramane Traoré       | Mali       | Ismaily SC                   |
| 2004 | Vincent Enyeama      | Nigeria    | Enyimba International SC     |

##### Bramkarz Roku
| Rok  | Piłkarz              | Narodowość | Klub piłkarski |
| ---- | -------------------- | ---------- | -------------- |
| 2001 | Essam El-Hadary      | Egipt      | Al-Ahly        |
| 2002 | Tony Sylva           | Senegal    | AS Monaco      |
| 2003 | Idriss Carlos Kameni | Kamerun    | RCD Espanyol   |
| 2004 | Ali Boumnijel        | Tunezja    | FC Rouen       |
| 2005 | Tony Sylva           | Senegal    | LOSC Lille     |
| 2006 | Essam El-Hadary      | Egipt      | Al-Ahly        |
| 2007 | Essam El-Hadary      | Egipt      | Al-Ahly        |
| 2008 | Idriss Carlos Kameni | Kamerun    | RCD Espanyol   |

#### Kobiety

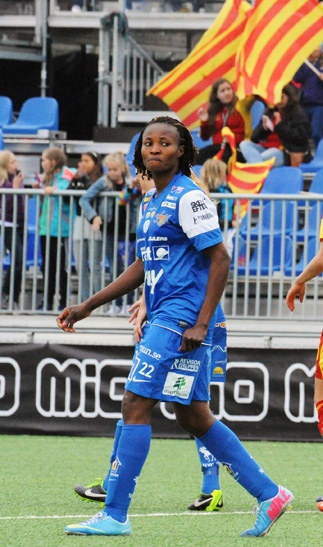
Perpetua Nkwocha - zdobywczyni czterech nagród Piłkarza Roku dla kobiet

Nagrodę Piłkarza Roku w kategorii kobiet przyznaje się od 2001. Jednakże w roku 2009 i 2013 nie została ona przyznana. Najwięcej nagród w tej kategorii (cztery) zdobyła Perpetua Nkwocha reprezentująca Nigerię.
| Rok  | Piłkarz                       | Narodowość                    | Klub piłkarski                |
| ---- | ----------------------------- | ----------------------------- | ----------------------------- |
| 2001 | Mercy Akide                   | Nigeria                       | San Diego Spirit              |
| 2002 | Alberta Sackey                | Ghana                         | Robert Morris College         |
| 2003 | Adjoa Bayor                   | Ghana                         | Ghatel Ladies                 |
| 2004 | Perpetua Nkwocha              | Nigeria                       | Sunnanå SK                    |
| 2005 | Perpetua Nkwocha              | Nigeria                       | Pelican Stars Calabar         |
| 2006 | Cynthia Uwak                  | Nigeria                       | FC United                     |
| 2007 | Cynthia Uwak                  | Nigeria                       | Falköpings KIK                |
| 2008 | Noko Maltou                   | Południowa Afryka             | Brazillian Ladies             |
| 2009 | nagroda nie została przyznana | nagroda nie została przyznana | nagroda nie została przyznana |
| 2010 | Perpetua Nkwocha              | Nigeria                       | Sunnanå SK                    |
| 2011 | Perpetua Nkwocha              | Nigeria                       | Sunnanå SK                    |
| 2012 | Genoveva Añonma               | Gwinea Równikowa              | 1. FFC Turbine Potsdam        |
| 2013 | nagroda nie została przyznana | nagroda nie została przyznana | nagroda nie została przyznana |
| 2014 | Asisat Oshoala                | Nigeria                       | Rivers Angels                 |
| 2015 | Gaëlle Enganamouit            | Kamerun                       | Eskilstuna United DFF         |
| 2016 | Asisat Oshoala                | Nigeria                       | Arsenal Ladies                |
| 2017 | Asisat Oshoala                | Nigeria                       | Dalian Quanjian F.C           |
| 2018 | Thembi Kgatlana               | Południowa Afryka             | Houston Dash                  |

### Młody Piłkarz Roku

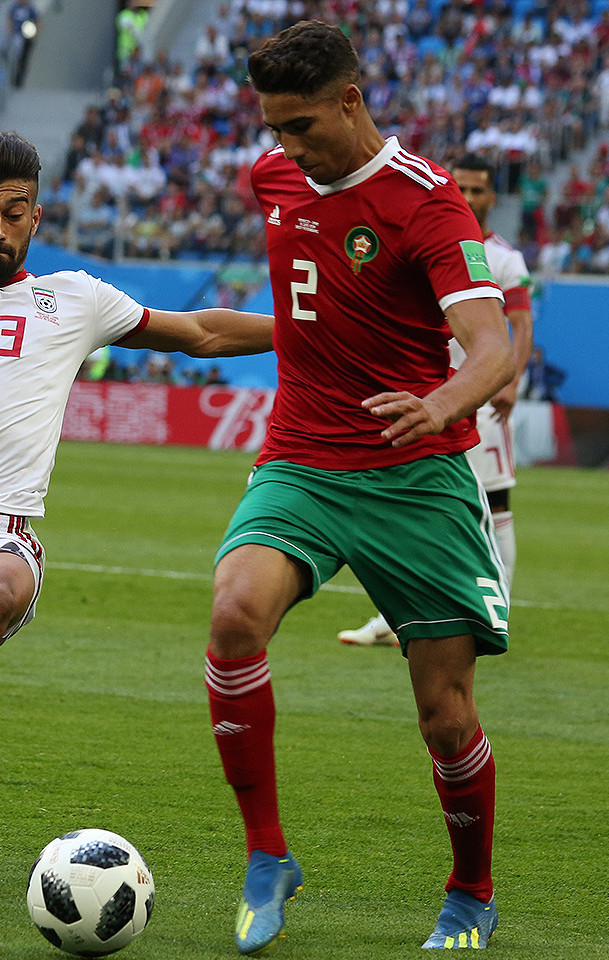
Achraf Hakimi - zdobywca nagrody Młodego Piłkarza Roku 2018

Nagroda przyznawana od roku 2014 dla młodych piłkarzy pochodzących z Afryki.
| Rok  | Piłkarz            | Narodowość | Klub piłkarski            |
| ---- | ------------------ | ---------- | ------------------------- |
| 2014 | Asisat Oshoala (♀) | Nigeria    | Rivers Angels             |
| 2015 | Victor Osimhen     | Nigeria    | Ultimate Strikers Academy |
| 2016 | Alex Iwobi         | Nigeria    | Arsenal FC                |
| 2017 | Patson Daka        | Zambia     | FC Liefering              |
| 2018 | Achraf Hakimi      | Maroko     | Borussia Dortmund         |
| 2019 | Achraf Hakimi      | Maroko     | Borussia Dortmund         |

#### Wschodzący Talent Roku
Nagroda przyznawana była w latach 2001-2016. Najwięcej nagród w tej kategorii (dwie) zdobyli Obafemi Martins i Kalechi Iheanacho z Nigerii. W 2014 pojawiła się nowa kategoria Młody Piłkarz Roku, która przez dwa lata występowała równolegle z wschodzącym talentem, a potem całkowicie zastąpiła tę kategorię.
| Rok                    | Piłkarz                | Narodowość               | Klub piłkarski         |
| Wschodzący Talent Roku | Wschodzący Talent Roku | Wschodzący Talent Roku   | Wschodzący Talent Roku |
| ---------------------- | ---------------------- | ------------------------ | ---------------------- |
| 2001                   | Mantorras              | Angola                   | Benfica Lizbona        |
| 2002                   | Mido                   | Egipt                    | Ajax Amsterdam         |
| 2003                   | Obafemi Martins        | Nigeria                  | Inter Mediolan         |
| 2004                   | Obafemi Martins        | Nigeria                  | Inter Mediolan         |
| 2005                   | John Obi Mikel         | Nigeria                  | Lyn Fotball            |
| 2006                   | Taye Taiwo             | Nigeria                  | Olympique Marsylia     |
| 2007                   | Clifford Mulenga       | Zambia                   | Pretoria University    |
| 2008                   | Salomon Kalou          | Wybrzeże Kości Słoniowej | Chelsea Londyn         |
| 2009                   | Dominic Adiyiah        | Ghana                    | AC Milan               |
| 2010                   | Kwadwo Asamoah         | Ghana                    | Juventus Turyn         |
| 2011                   | Souleymane Coulibaly   | Wybrzeże Kości Słoniowej | Tottenham Hotspur      |
| 2012                   | Mohamed Salah          | Egipt                    | FC Basel               |
| 2013                   | Kelechi Iheanacho      | Nigeria                  | Manchester City FC     |
| 2014                   | Yacine Brahimi         | Algieria                 | FC Porto               |
| 2015                   | Etebo Oghenekaro       | Nigeria                  | Warri Wolves           |
| 2016                   | Kalechi Iheanacho      | Nigeria                  | Manchester City FC     |

### Sędzia Roku
Nagroda przyznawana w latach 2011-2016, dla najlepszego sędziego piłkarskiego. Najwięcej nagród w tej kategorii zdobył Bakary Gassama z Gambii.
| Rok  | Sędzia          | Narodowość               |
| ---- | --------------- | ------------------------ |
| 2011 | Noumandiez Doué | Wybrzeże Kości Słoniowej |
| 2012 | Djamel Haimoudi | Algieria                 |
| 2013 | Djamel Haimoudi | Algieria                 |
| 2014 | Bakary Gassama  | Gambia                   |
| 2015 | Bakary Gassama  | Gambia                   |
| 2016 | Bakary Gassama  | Gambia                   |

### Trener Roku

#### Mężczyźni

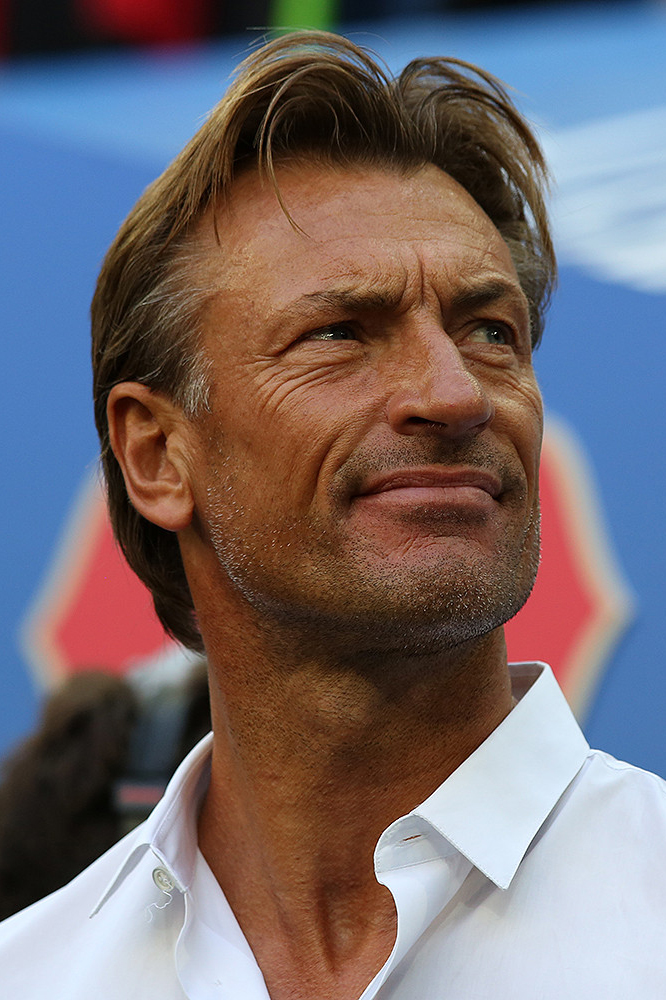
Hervé Renard – trzykrotny zdobywca nagrody Trenera Roku

Nagroda przyznawana od 2000 roku, dla trenerów reprezentacji i klubów afrykańskich. Trener nie musi mieć pochodzenia Afrykańskiego.
| Rok  | Trener                   | Narodowość        | Drużyna                                |
| ---- | ------------------------ | ----------------- | -------------------------------------- |
| 2000 | Cecil Jones Attuquayefio | Ghana             | Hearts of Oakes Akra                   |
| 2001 | Bruno Metsu              | Francja           | Reprezentacja Senegalu                 |
| 2002 | Bruno Metsu              | Francja           | Reprezentacja Senegalu                 |
| 2003 | Kadiri Ikhana            | Nigeria           | Enyimba                                |
| 2004 | Okey Emordi              | Nigeria           | Enyimba                                |
| 2005 | Stephen Keshi            | Nigeria           | Reprezentacja Togo                     |
| 2006 | Manuel José              | Portugalia        | Al-Ahly Kair                           |
| 2007 | Yemi Tella               | Nigeria           | Reprezentacja Nigerii U17              |
| 2008 | Hassan Shehata           | Egipt             | Reprezentacja Egiptu                   |
| 2009 | Sellas Tetteh            | Ghana             | Reprezentacja Ghany U20                |
| 2010 | Milovan Rajevac          | Serbia            | Reprezentacja Ghany                    |
| 2011 | Harouna Doula Gabde      | Niger             | Reprezentacja Nigru                    |
| 2012 | Hervé Renard             | Francja           | Reprezentacja Zambii                   |
| 2013 | Stephen Keshi            | Nigeria           | Reprezentacja Nigerii                  |
| 2014 | Kheïreddine Madoui       | Algieria          | ES Sétif                               |
| 2015 | Hervé Renard             | Francja           | Reprezentacja Wybrzeża Kości Słoniowej |
| 2016 | Pitso Mosimane           | Południowa Afryka | Mamelodi Sundowns                      |
| 2017 | Héctor Cúper             | Argentyna         | Reprezentacja Egiptu                   |
| 2018 | Hervé Renard             | Francja           | Reprezentacja Maroka                   |

#### Kobiety
Nagroda przyznawana od 2018 roku, dla trenerów klubów piłkarskich i reprezentacji kobiet. W tej kategorii trener nie musi być kobietą.
| Rok  | Trener        | Narodowość        | Drużyna                          |
| ---- | ------------- | ----------------- | -------------------------------- |
| 2018 | Desiree Ellis | Południowa Afryka | Reprezentacja Południowej Afryki |

### Klub Piłkarski Roku
Nagroda przyznawana dla najlepszego klubu piłkarskiego grającego w lidze afrykańskiej, w latach 2001-2017.
| Rok  | Klub              | Państwo                       |
| ---- | ----------------- | ----------------------------- |
| 2001 | Kaizer Chiefs     | Południowa Afryka             |
| 2002 | Zamalek SC        | Egipt                         |
| 2003 | Enyimba           | Nigeria                       |
| 2004 | Enyimba           | Nigeria                       |
| 2005 | Al-Ahly Kair      | Egipt                         |
| 2006 | Al-Ahly Kair      | Egipt                         |
| 2007 | Étoile du Sahel   | Tunezja                       |
| 2008 | Al-Ahly Kair      | Egipt                         |
| 2009 | TP Mazembe        | Demokratyczna Republika Konga |
| 2010 | TP Mazembe        | Demokratyczna Republika Konga |
| 2011 | Espérance Tunis   | Tunezja                       |
| 2012 | Al-Ahly Kair      | Egipt                         |
| 2013 | Al-Ahly Kair      | Egipt                         |
| 2014 | ES Sétif          | Algieria                      |
| 2015 | TP Mazembe        | Demokratyczna Republika Konga |
| 2016 | Mamelodi Sundowns | Południowa Afryka             |
| 2017 | Wydad Casablanca  | Maroko                        |

### Reprezentacja Piłkarska Roku

#### Mężczyźni
Nagroda przyznawana najlepszej męskiej reprezentacji. W latach 1980–2006 była przyznawana przez France Football. Przez pierwsze lata rozdawania CAF Awards, ta nagroda była traktowana oddzielnie. Po jakimś czasie została wcielona do CAF Awards jako jedna z kategorii. 
| Rok  | Reprezentacja |
| ---- | ------------- |
| 1980 | Algieria      |
| 1981 | Algieria      |
| 1982 | Algieria      |
| 1983 | Ghana         |
| 1984 | Kamerun       |
| 1985 | Maroko        |
| 1986 | Maroko        |
| 1987 | Kamerun       |
| 1988 | Kamerun       |
| 1989 | Kamerun       |

| Rok  | Reprezentacja                    |
| ---- | -------------------------------- |
| 1990 | Algieria                         |
| 1991 | Algieria                         |
| 1992 | Nigeria Wybrzeże Kości Słoniowej |
| 1993 | Nigeria                          |
| 1994 | Nigeria                          |
| 1995 | Tunezja                          |
| 1996 | Południowa Afryka                |
| 1997 | Maroko                           |
| 1998 | Egipt                            |
| 1999 | Tunezja                          |

| Rok  | Reprezentacja |
| ---- | ------------- |
| 2000 | Kamerun       |
| 2001 | Senegal       |
| 2002 | Senegal       |
| 2003 | Kamerun       |
| 2004 | Tunezja       |
| 2005 | Tunezja       |
| 2006 | Ghana         |
| 2007 | Senegal       |
| 2008 | Egipt         |
| 2009 | Algieria      |

| Rok  | Reprezentacja            |
| ---- | ------------------------ |
| 2010 | Ghana                    |
| 2011 | Botswana                 |
| 2012 | Zambia                   |
| 2013 | Nigeria                  |
| 2014 | Algieria                 |
| 2015 | Wybrzeże Kości Słoniowej |
| 2016 | Uganda                   |
| 2017 | Egipt                    |
| 2018 | Mauretania               |

#### Kobiety
Nagroda przyznawana od 2010 roku dla najlepszej reprezentacji kobiecej.
| Rok  | Reprezentacja                |
| ---- | ---------------------------- |
| 2010 | Nigeria                      |
| 2011 | Kamerun                      |
| 2012 | Gwinea Równikowa             |
| 2013 | nagroda nie była przyznawana |
| 2014 | Nigeria                      |
| 2015 | Kamerun                      |
| 2016 | Nigeria                      |
| 2017 | Południowa Afryka            |
| 2018 | Nigeria                      |

### Finest XI
Kategoria, w której fani wybierają najlepszą drużynę ("jedenastkę") roku. Za organizację nagrody "Finest XI" odpowiada FIFPro.
| 2005       | 2005                                               | 2005                                                        | 2005                       |
| Bramkarz   | Obrońcy                                            | Pomocnicy                                                   | Napastnicy                 |
| ---------- | -------------------------------------------------- | ----------------------------------------------------------- | -------------------------- |
| Tony Sylva | Hatem Trabelsi Joseph Yobo Kolo Touré Djimi Traoré | Didier Zokora Michael Essien John Obi Mikel Mohamed Barakat | Samuel Eto'o Didier Drogba |

| 2006            | 2006                                            | 2006                                                             | 2006                       |
| Bramkarz        | Obrońcy                                         | Pomocnicy                                                        | Napastnicy                 |
| --------------- | ----------------------------------------------- | ---------------------------------------------------------------- | -------------------------- |
| Essam El-Hadary | Emmanuel Eboué Wael Gomaa Kolo Touré Taye Taiwo | Didier Zokora Michael Essien Mahamadou Diarra Mohamed Aboutreika | Samuel Eto'o Didier Drogba |

| 2008          | 2008                                          | 2008                                                        | 2008                           |
| Bramkarz      | Obrońcy                                       | Pomocnicy                                                   | Napastnicy                     |
| ------------- | --------------------------------------------- | ----------------------------------------------------------- | ------------------------------ |
| Carlos Kameni | John Mensah Wael Gomaa Joseph Yobo Taye Taiwo | Yaya Touré Michael Essien Sulley Muntari Mohamed Aboutreika | Samuel Eto'o Emmanuel Adebayor |

| 2009           | 2009                                             | 2009                                   | 2009                                    |
| Bramkarz       | Obrońcy                                          | Pomocnicy                              | Napastnicy                              |
| -------------- | ------------------------------------------------ | -------------------------------------- | --------------------------------------- |
| Robert Kidiaba | John Paintsil Wael Gomaa Alex Song Nadir Belhadj | Yaya Touré Michael Essien Seydou Keita | Samuel Eto'o Didier Drogba Trésor Mputu |

| 2010            | 2010                                                    | 2010                                         | 2010                                    |
| Bramkarz        | Obrońcy                                                 | Pomocnicy                                    | Napastnicy                              |
| --------------- | ------------------------------------------------------- | -------------------------------------------- | --------------------------------------- |
| Vincent Enyeama | Ahmed Elmohamady Wael Gomaa Madjid Bougherra Taye Taiwo | Ahmed Hassan Kevin-Prince Boateng André Ayew | Samuel Eto'o Didier Drogba Asamoah Gyan |

| 2011        | 2011                                                   | 2011                                                    | 2011                    |
| Bramkarz    | Obrońcy                                                | Pomocnicy                                               | Napastnicy              |
| ----------- | ------------------------------------------------------ | ------------------------------------------------------- | ----------------------- |
| Samir Aboud | Harrison Afful Banana Yaya Ayoub El Khaliqi Taye Taiwo | Yaya Touré Seydou Keita André Ayew Kevin-Prince Boateng | Samuel Eto'o Moussa Sow |

| 2012        | 2012                                                   | 2012                                                    | 2012                              |
| Bramkarz    | Obrońcy                                                | Pomocnicy                                               | Napastnicy                        |
| ----------- | ------------------------------------------------------ | ------------------------------------------------------- | --------------------------------- |
| Lutunu Dulé | Ahmed El-Basha Walid Hichri Stopilla Sunzu Ahmed Fathy | Yaya Touré Seydou Keita André Ayew Kevin-Prince Boateng | Didier Drogba Christopher Katongo |

| 2013            | 2013                                     | 2013                                                           | 2013                                                    |
| Bramkarz        | Obrońcy                                  | Pomocnicy                                                      | Napastnicy                                              |
| --------------- | ---------------------------------------- | -------------------------------------------------------------- | ------------------------------------------------------- |
| Vincent Enyeama | Ahmed Fathi Mehdi Benatia Kévin Constant | Jonathan Pitroipa John Obi Mikel Yaya Touré Mohamed Aboutreika | Emmanuel Amunike Asamoah Gyan Pierre-Emerick Aubameyang |

| 2014            | 2014                                                      | 2014                                              | 2014                                              |
| Bramkarz        | Obrońcy                                                   | Pomocnicy                                         | Napastnicy                                        |
| --------------- | --------------------------------------------------------- | ------------------------------------------------- | ------------------------------------------------- |
| Vincent Enyeama | Jean Kasusula Mehdi Benatia Stéphane M'Bia Kwadwo Asamoah | Yaya Touré Yacine Brahimi Fakhreddine Ben Youssef | Pierre-Emerick Aubameyang Asamoah Gyan Ahmed Musa |

| 2015           | 2015                                              | 2015                                            | 2015                                                       |
| Bramkarz       | Obrońcy                                           | Pomocnicy                                       | Napastnicy                                                 |
| -------------- | ------------------------------------------------- | ----------------------------------------------- | ---------------------------------------------------------- |
| Robert Kidiaba | Serge Aurier Aymen Abdennour Mohamed Rabie Meftah | Yaya Touré Yacine Brahimi Sadio Mané André Ayew | Pierre-Emerick Aubameyang Mbwana Samatta Baghdad Bounedjah |

| 2016          | 2016                                                    | 2016                                       | 2016                                              |
| Bramkarz      | Obrońcy                                                 | Pomocnicy                                  | Napastnicy                                        |
| ------------- | ------------------------------------------------------- | ------------------------------------------ | ------------------------------------------------- |
| Denis Onyango | Serge Aurier Aymen Abdennour Eric Bailly Joyce Lomalisa | Khama Billiat Rainford Kalaba Keagan Dolly | Pierre-Emerick Aubameyang Sadio Mané Riyad Mahrez |

| 2017             | 2017                                | 2017                                                          | 2017                                               |
| Bramkarz         | Obrońcy                             | Pomocnicy                                                     | Napastnicy                                         |
| ---------------- | ----------------------------------- | ------------------------------------------------------------- | -------------------------------------------------- |
| Aymen Mathlouthi | Ahmed Fathi Eric Bailly Ali Maâloul | Mohamed Ounajem Karim El Ahmadi Junior Ajayi Achraf Bencharki | Khalid Boutaïb Mohamed Salah Taha Yassine Khenissi |

| 2018          | 2018                                                     | 2018                                  | 2018                                               |
| Bramkarz      | Obrońcy                                                  | Pomocnicy                             | Napastnicy                                         |
| ------------- | -------------------------------------------------------- | ------------------------------------- | -------------------------------------------------- |
| Denis Onyango | Serge Aurier Kalidou Koulibaly Eric Bailly Mehdi Benatia | Naby Keïta Thomas Partey Riyad Mahrez | Sadio Mané Pierre-Emerick Aubameyang Mohamed Salah |

## Organizacja
W latach 2006–2016 gale nagród CAF Awards organizowała międzynarodowa stacja telewizyjna Globacom, od sponsora wzięła się nazwa Glo-CAF Awards. Gale wręczania nagród odbywały się w takich miastach jak: Abudża, Akra, Lagos, Lome, czy Kair. Od 2017 roku gale wręczenia nagród sponsoruje i organizuje firma Aiteo Group